# Ran Asakawa
Ran Asakawa (朝河蘭, Asakawa Ran), alias Ran Asaka, est une actrice du film pornographique extrêmement prolifique et un mannequin de charme reconnu. Elle a tourné de très nombreuses vidéos. Elle débute dans l'industrie de l'AV en 2001 peu après avoir obtenu un diplôme d'études secondaires et abordé des études supérieures.

## Biographie
Ran Asakawa est née le 4 septembre 1980 dans la Préfecture de Kanagawa (Japon). Elle a ses premiers rapports sexuels à l'âge de 19 ans avec un homme d'affaires mais elle affirme qu'elle n'y a pleinement pris du plaisir qu'à partir de sa dixième expérience.
À la fin de ses études secondaires, Asakawa s'inscrit à l'Université. Constatant qu'elle ne peut pas gagner assez d'argent pour poursuivre des études supérieures avec un travail à temps partiel, elle s'essaie tout d'abord au striptease mais les horaires de travail sont très importants et astreignants. Elle opte finalement pour l'industrie du film pornographique auprès de laquelle elle pose elle-même sa candidature. Elle expliquera par la suite « Je voulais poursuivre des études pour avoir un salaire décent mais je ne peux pas prétendre à cela avec un travail à 9/5e de temps, d'accord ? Alors je me suis rabattue sur les AVs, ». Elle affirme avoir pleuré après avoir interprété sa première vidéo en « observant ce que je faisais de ma personne ». Elle a finalement apprécié les rapports sexuels devant une caméra mais, gênée, elle garde les yeux fermés.
Elle n'est pas très appréciée au début en raison de son physique de femme « d'âge mûr » à l'époque où des filles paraissant très jeunes se produisent dans la pornographie. Elle n'a tourné qu'une dizaine de vidéos au cours des six premiers mois de sa carrière. En 2003 Asakawa et son impressario demandent l'inscription de l'actrice au Guinness des records pour avoir interprété 212 films pornographiques au cours de la seule année 2002, chiffre sans précédent au cours des 20 dernières années de cette industrie au Japon. Elle bat son propre record l'année suivante, en 2003 avec 304 vidéos mais annonce son départ pour la fin de l'année. Le nombre total des vidéos dans lesquelles elle est présente avoisine les 800 en incluant les rééditions et les compilations.
À la fin de l'année 2003, le journal Taipei Times rapporte qu'Asakawa est venue à Taïwan avec l'espoir d'y développer sa carrière.
Asakawa quitte l'industrie du film pornographique japonaise après avoir interprété un certain nombre de vidéos « non censurées » dont certaines ont été produites à Taïwan.
Asakawa est très populaire dans les pays de langue chinoise où elle est connue sous le nom de Wu Tenglan (武藤兰). En 2006, des rumeurs ont circulé sur les sites Internet chinois faisant état de son décès en juin 2006 à la suite d'un cancer ou d'une défaillance rénale,. Un démenti a rapidement été publié par son impressario, en langue anglaise, sur le site officiel de l'artiste, asurant à ses admirateurs qu'elle était toujours en vie et bien portante : « Nous ne comprenons pas le chinois. Bien que ne sachant pas écrire parfaitement le chinois nous aimerions apporter quelques corrections. Elle est toujours vivante et bien portante. Que tout le monde, y compris ses admirateurs de Chine, soient rassurés. Merci ».

## Filmographie (partielle)
La filmographie est extraite des sites Internet (en) « Asakawa(Ran Asakawa) », AV Idol Directory (consulté le 2 février 2011) et du site (en) « Ran Asakawa (filmography) », Urabon Navigator 1997-2006 (consulté le 13 août 2007)
| Titre du film                                                                                     | Producteur no d'identification | Réalisateur    | Parution          | Notes                                                               |
| ------------------------------------------------------------------------------------------------- | ------------------------------ | -------------- | ----------------- | ------------------------------------------------------------------- |
| Molesters' Train 8 痴漢まんイン電車8                                                              | Wild Side CI-08 (VHS)          |                | 12 octobre 2001   |                                                                     |
| FINAL FUCK X                                                                                      | Cosmos Bazooka BZ-88 (VHS)     | Bill Nomura    | 10 mars 2002      | Cosplay; avec Kyoka Usami et Yuki Sawamiya                          |
| ERORIST - Sexual Terrorism of Women エロリスト 癒されないなら励ましてあげる!!                     | Media Station MX-31 (VHS)      | Toru Kosakai   | 21 avril 2002     | Avec Hikari Koizumi, Saki Muto et Rumi Hoshino                      |
| The Nurse ザ☆ナ～ス!                                                                              | Cosmos Bazooka BZ-93 (VHS)     | Bill Nomura    | 26 avril 2002     | Avec Yuki Sawamiya et Wakame Itsuki                                 |
| Exhibitionistic Girls VII 露出姉 VII                                                              | MAX-A Gash XG-3383 (VHS)       | Tatsuya Aoki   | 24 mai 2002       | Avec Rumina Nakatani et Remi Nakai                                  |
| Monthly Ran Asaka 月刊 朝河蘭                                                                     | VIP VIP-126 (VHS)              | Takeshi Kase   | 14 juin 2002      |                                                                     |
| Beautiful Slut's Kiss and Sex 美しい痴女の接吻とセックス                                          | Dogma DDN-008                  | Hitoshi Nimura | 6 juillet 2002    |                                                                     |
| Sex with Love 愛あるSEX                                                                           | VIP GOD-129 (VHS)              | Takeshi Kase   | 12 juillet 2002   | Avec Eri Mitsui, Yukari Sakurada, Sanae Mizushima et Sana Yoshizaki |
| New Tokyo Backstreet Date TOKYO裏道デート 朝河蘭                                                  | Royal Art GPS-200 (VHS)        |                | 31 juillet 2002   |                                                                     |
| Forceful Exhibitionistic-Play Maniax 4 強制露出マニアックス 4                                     | VIP CAO-036 (VHS)              | Eitaro Onuma   | 30 août 2002      | Avec Sayaka Tsutsumi et Saya Hyozaki                                |
| Erotic Nurse Version 妄連想 美人ナースの淫乱看護編                                                | Moodyz President MDPD-099      | Q-TA           | 1er novembre 2002 |                                                                     |
| Peppermint Vol. 1 これは廃盤商品です。                                                            | Peppy PP-01                    |                | 2 décembre 2002   | Non censuré                                                         |
| Confinement Chair Trance Ran Asakawa 拘束椅子トランス                                             | Dogma DDT-055                  | TOHJIRO        | 10 janvier 2003   | BDSM                                                                |
| Super-Angle of Manko 超-股間のアングル                                                            | Wanz Factory SA-125            |                | 1er février 2003  |                                                                     |
| Ultimate Showdown - Kurumi Morishita & Ran Asakawa 悪女の時間～究極の痴女対決～ 森下くるみ×朝河蘭 | Dogma DDT-058                  | TOHJIRO        | 10 février 2003   | Avec Kurumi Morishita                                               |
| Endless Semen 痴女の性欲 エンドレスザーメン                                                       | Dogma DDT-065                  | TOHJIRO        | 10 juin 2003      |                                                                     |
| Platinum 5 プラチナ                                                                               | Golden Dragon PT-05            |                | 1er juillet 2003  | Avec Miri Sugihara Non censuré                                      |
| Pussy&Hip                                                                                         | Moodyz Style Art MDXD-026      | Kenshirou      | 15 juillet 2003   |                                                                     |
| JBox Vol. 3 Temptation                                                                            | J-XRoss JB-003                 |                | 9 août 2003       | Non censuré                                                         |
| Eyes 誘惑目線痴女eyes                                                                             | Moodyz Legend MDLD-066         | Kenshirou      | 15 août 2003      |                                                                     |
| Chinpoholic チンポ中毒ドスケベ女                                                                  | Moodyz Legend MDXD-076         | Koushirou      | 15 septembre 2003 |                                                                     |
| Confinement Rape Woman Body Collection 監禁レイプ 女体採集                                        | Attackers SHKD-196             |                | 8 octobre 2003    | Avec Saori Sakuragi, Megumi Oota et Mina Fujimoto                   |
| Uncensored Idol Vol. 1 - Ran Asakawa                                                              | Tip Top TAD-6601               |                | 16 février 2004   | Non censuré                                                         |
| Japanese Super Idols Vol. 22                                                                      | JapanX JPN-1822                |                | 19 avril 2004     | Non censuré                                                         |
| Aqua Series: Gramor Unmoral                                                                       | Aqua JJ-015                    |                | 29 juin 2004      | Non censuré                                                         |
| Aqua Series: Teacher Unmoral                                                                      | Aqua JJ-016                    |                | 29 juin 2004      | Non censuré                                                         |
| Tokyo Style Vol. 1                                                                                | Joydel JDA-007 [Taïwan]        |                | 8 juillet 2004    | Non censuré                                                         |
| Love Showe 在庫切れ、後日入荷予定                                                                 | AV DLS-02                      |                | 17 juillet 2004   | Avec Rina Usui, Minami Hayakawa et Konomi Futaba Non censuré        |
| Japanese Super Idols Vol. 28                                                                      | JapanX JPN-1828                |                | 16 août 2004      | Avec Ai Nagase Non censuré                                          |
| Himiko Vol. 3                                                                                     | Samurai-AV HK-03               |                | 4 septembre 2004  | Non censuré                                                         |
| Gold-X Vol. 3                                                                                     | Gold-X DGX-3 [Taïwan]          |                | 10 novembre 2004  | Avec Sakura Sakurada et Anri Mizuna Non censuré                     |

## Revues de charme (sélectionnées)
- (ja) 1er octobre 2002 Weekly Playboy (nudité, 4 pages)[19] ;
- (ja) 1er juillet 2003 Weekly Playboy (nudité, 8 pages)[20].